# Husova 13 (Třeboň)
Dům na adrese Husova 13 v jihočeské Třeboni je památkově chráněný objekt. Jedná se o barokní dvoupatrový dům s nápadnými volutami v průčelí. V současné době slouží jako ubytovací zařízení (Penzion U Kubalů).
Dům nejspíše vznikl na konci 18. století; jak dokládá letopočet na štítu (1788–1826). Později byl klasicistně přestavěn. Má historicky velmi hodnotný štít; jeho zadní strana původně přiléhala k třeboňským hradbám. Dnes se za domem nachází dvůr. Památkově je chráněn od roku 1958. V roce 1959 byl vyměněn krov domu, v roce 2008 se uskutečnila rekonstrukce střechy i fasády.